# 92-graphe de Horton
Le 92-graphe de Horton est, en théorie des graphes, un graphe 3-régulier possédant 92 sommets et 138 arêtes.

## Histoire
En 1971, le mathématicien et cryptanalyste William Tutte conjecture qu'il n'existe pas de graphe 3-sommet-connexe qui soit cubique, biparti et non-hamiltonien. Mais J. D. Horton trouve un contre-exemple à 96 sommets, le graphe de Horton, publié par Bondy & Murty en 1976.
Après cela, d'autres contre-exemples sont découverts. En 1982, c'est un graphe à 92 sommets, encore construit par Horton (le 92-graphe de Horton), puis, en 1983, Owens trouve un contre-exemple d'ordre 78.
Avec Ellingham, Horton publie deux contre-exemples à la conjecture de Tutte : un graphe d'ordre 78 en 1981 (le 78-graphe de Ellingham-Horton) et un graphe d'ordre 54 en 1983 (le 54-graphe de Ellingham-Horton). À l'heure actuelle, ce graphe à 54 sommets est le plus petit graphe non-hamiltonien biparti cubique 3-sommet-connexe connu.

## Propriétés

### Propriétés générales
Le diamètre du 92-graphe de Horton, l'excentricité maximale de ses sommets, est 12, son rayon, l'excentricité minimale de ses sommets, est 11 et sa maille, la longueur de son plus court cycle, est 6. Il s'agit d'un graphe 3-sommet-connexe et d'un graphe 3-arête-connexe, c'est-à-dire qu'il est connexe et que pour le rendre déconnecté il faut le priver au minimum de 3 sommets ou de 3 arêtes.

### Coloration
Le nombre chromatique du 92-graphe de Horton est 2. C'est-à-dire qu'il est possible de le colorer avec 2 couleurs de telle façon que deux sommets reliés par une arête soient toujours de couleurs différentes. Ce nombre est minimal.
L'indice chromatique du 92-graphe de Horton est 3. Il existe donc une 3-coloration des arêtes du graphe telles que deux arêtes incidentes à un même sommet soient toujours de couleurs différentes. Ce nombre est minimal.